# Meet the Beatles!
| Recensione                     | Giudizio |
| ------------------------------ | -------- |
| Allmusic                       | [ 2 ]    |
| The Rolling Stone Record Guide | [ 3 ]    |
| Piero Scaruffi                 | 4/10     |

Meet the Beatles! è il secondo album in studio dei Beatles pubblicato negli Stati Uniti, nonostante la dicitura "first album" ("primo album") riportata in copertina; il disco venne pubblicato il 20 gennaio 1964 dalla Capitol Records, in formato mono e stereo.  La rivista Rolling Stone lo ha inserito nel 2003 al 59º posto della lista dei 500 migliori album mentre nell'edizione del 2012 è salito al 53º posto; compare anche nel volume 1001 Albums You Must Hear Before You Die.

## Contenuti
L'album si apre con il singolo I Want to Hold Your Hand / I Saw Her Standing There, e prosegue con This Boy proveniente dal lato b del singolo della Parlophone del 1963 I Want to Hold Your Hand; molte delle altre tracce provengono da With the Beatles, secondo album inglese dei Beatles oltre ad avere pressoché la stessa copertina che riprende la foto di Robert Freeman usata per l'album With the Beatles ma sfumata di colore blu anziché in bianco. Le restanti tracce dell'album inglese rimaste escluse, You Really Got A Hold On Me, Devil in Her Heart, Money (That's What I Want), Please Mister Postman e Roll Over Beethoven, furono pubblicate nel seguente album della Capitol, The Beatles' Second Album. La canzone I Saw Her Standing There ha un missaggio mono speciale fatto appositamente per il mercato americano.
Nel 2004 l'album è stato ristampato per la prima volta in formato CD come parte del cofanetto The Capitol Albums, Volume 1.

### Edizione pubblicate in altri paesi
L'album venne pubblicato anche in Canada e Messico (intitolato Conozca A The Beatles! con l'elenco delle canzoni tradotto in spagnolo); nel 1964 un album con la stessa copertina e lo stesso titolo venne pubblicato in Giappone con una diversa track list; edizioni successive hanno invece la stessa track list dell'edizione statunitense.

## Tracce
Tutti i brani sono opera di John Lennon e Paul McCartney, eccetto dove indicato.
Lato 1
1. I Want to Hold Your Hand – 2:24
2. I Saw Her Standing There – 2:50
3. This Boy – 2:11
4. It Won't Be Long – 2:11
5. All I've Got to Do – 2:05
6. All My Loving – 2:04

Lato 2
1. Don't Bother Me (George Harrison) – 2:28
2. Little Child – 1:46
3. Till There Was You (Meredith Willson) – 2:12
4. Hold Me Tight – 2:30
5. I Wanna Be Your Man – 1:59
6. Not a Second Time – 2:03

## Formazione
- John Lennon – chitarra ritmica, armonica, voce
- Paul McCartney – basso, voce
- George Harrison – chitarra elettrica, voce
- Ringo Starr – batteria, voce, maracas, tamburello
- George Martin – pianoforte, produzione discografica

## Impatto culturale
- Kurt Cobain, cantante dei Nirvana, nei suoi diari pubblicati postumi, lo aveva inserito nella lista dei suoi album preferiti.[16][17]
- La copertina e il titolo dell'album del gruppo rock Residents, Meet the Residents, pubblicato nel 1974, sono una parodia di questo album.